# زمرد جانسل
زمرد جانسل (انگلیسی: Zümrüt Cansel؛ زادهٔ ۲۳ مارس ۱۹۶۳) بازیگر اهل قبرس شمالی است.